# شهدطوطیک گونه‌گون
شهدطوطیک گونه‌گون (نام علمی: Psitteuteles versicolor)، گونه‌ای از طوطی‌های خانواده طوطیان سبز است که در نواحی ساحلی شمالی استرالیا بومی است. این تنها گونه از سردهٔ Psitteuteles است.
شهدطوطیک گونه‌گون در جنگل‌های اوکالیپتوس استوایی، تالاب‌ها و مناطق علفزار در شمال کوئینزلند، قلمرو شمالی و استرالیای غربی زندگی می‌کند. از بروم در استرالیای غربی در سراسر خلیج (قلمرو شمالی)، از جنوب تا کوه ایسا و از شمال تا رودخانه ژاردینه در کوئینزلند را دربر می‌گیرد.